# Mission: Impossible III
Mission Impossible III (uitgebracht onder de naam M:i:III) is een Amerikaanse actiefilm van J.J. Abrams uit 2006 en is het derde deel uit de Mission Impossible-reeks. De film kwam op 3 mei 2006 uit in de bioscopen. De film werd opgenomen in Berlijn, Italië, Shanghai, Xitang, Virginia en Californië.
Mission: Impossible III was de eerste film die werd geregisseerd door J.J. Abrams. De film had een budget van 150 miljoen dollar en J.J. Abrams had daarmee veruit het grootste budget ooit als beginnend filmregisseur.

## Verhaal
Ethan Hunt is een paar jaar ouder geworden, en heeft een vriendin die niet weet waar hij werkt. Hij is niet meer regelmatig actief in de IMF. Een spionne van de IMF, Lindsey Farris, werd in Duitsland gevangengenomen door een criminele organisatie waarvan ze Davian, het vermoedelijke brein, moest in het oog houden. Hunt wordt gevraagd of hij nog een keer in actie wil komen, en krijgt hiervoor een team tot zijn beschikking. Met dat team weten ze spionne Farris te bevrijden. Farris sterft echter een paar minuten later, omdat haar ontvoerders een capsulebom in haar hoofd hebben bevestigd. Ethan heeft aanknopingspunten om de daders te pakken te krijgen, namelijk een kapotte laptop, en een microdot met informatie van Farris. Hunt gaat achter Owen Davian aan. Hij kan hem ontvoeren, maar Davian wordt later weer bevrijd. Vervolgens wordt de vriendin van Hunt ontvoerd in opdracht van Davian. Om haar terug te krijgen moet Ethan de "konijnenpoot", een mysterieus wapen, stelen.

## Rolverdeling
- Tom Cruise - Ethan Hunt
- Philip Seymour Hoffman - Owen Davian
- Ving Rhames - Luther Stickell
- Billy Crudup - John Musgrave
- Michelle Monaghan - Julia Meade
- Jonathan Rhys-Meyers - Declan
- Keri Russell - Lindsey Farris
- Maggie Q - Zhen Lei
- Simon Pegg - Benji Dunn
- Eddie Marsan - Brownway
- Laurence Fishburne - Theodore Brassel
- Bahar Soomekh - Ms. Kari
- Jeff Chase - Davian's bodyguard
- Michael Berry jr. - Julia's kidnapper
- Carla Gallo - Beth
- Bellamy Young - Rachel
- Paul Keeley - Ken
- Jane Daly - Julia's moeder
- Greg Grunberg - Kevin
- Sabra Williams - Annie
- Rose Rollins - Melissa "Ellie" Meade
- Tracy Middendorf - Ashley
- Aaron Paul - Rick Meade

## Muziek
De originele soundtrack werd gecomponeerd door Michael Giacchino. Het album werd uitgebracht op 9 mei 2006 door Varèse Sarabande.

## Trivia
- Mission: Impossible III mocht aanvankelijk niet in de Chinese bioscopen gedraaid worden omdat er onder andere ondergoed te zien is dat te drogen hangt, en er een aantal scènes is opgenomen in China waar te zien is dat er chemische wapens worden opgeslagen. Dit zou kunnen zorgen voor negatieve beeldvorming van China.
- Tom Cruise kreeg geen toestemming om te filmen in de Reichstag.
- Zowel Keri Russell als Jonathan Rhys-Meyers speelden twee jaar later in de film August Rush.

## Vervolgen
Eind december 2011 kwam ook het vierde deel in de bioscoop Mission: Impossible – Ghost Protocol en eind juli 2015 deel vijf Mission: Impossible – Rogue Nation. In 2018 werd het zesde deel Mission: Impossible – Fallout uitgebracht.